# Marija Bitenc Samec
Marija Bitenc-Samec, slovenska altistka, * 12. julij 1932, Ljubljana, † 28.maj 2022.

## Življenje in delo
Koncertna pevka Marija Bitenc-Samec, ki se je rodila v družini pisatelja Vinka Bitenca (poročena z arhitektom Dušanom Samcem), je solopetje študirala na ljubljanski Akademiji za glasbo v razredu profesorja Julija Betteta (1955-57) in se izpopolnjevala v Trstu pri dirigentu in pedagogu solopetja L. Toffolu. 
Dosegla je več pomembnih uspehov na jugoslovanskih in mednarodnih glasbenih tekmovanjih v Vercelliju - Italija, Llangollenu (Wales)- Velika Britanija , kjer je na svoj 25. rojstni dan osvojila prvo mesto.
Po kratkem sodelovanju v ljubljanski operi (1957-59) se je kot svobodna umetnica povsem posvetila koncertnemu petju in snemanju za radiotelevizijo doma in v tujini.
Nastopala je med drugim v Avstriji, Belgiji, Franciji, Italiji, Nemčiji in Združenem kraljestvu, kjer je snemala tudi za BBC.
Njen bogat repertoar je obsegal baročne arije, operne arije, kantate, samospeve ter partizanske pesmi.
Leta 1969 je Mladinska knjiga izdala ploščo samospevov skladatelja Lucijana Marije Škerjanca, ki je izrazil željo, da jih poje altistka Marija Bitenc-Samec.
Ob 100-letnici rojstva skladatelja in življenjskem jubileju altistke Marije Bitenc-Samec se je porodila zamisel o izdaji faksimila te plošče v obliki CD-ja. Ta zamisel je bila tudi uresničena in podprta s strani Ministrstva za kulturo RS in leta 2003 je RTV Slovenija - Založba kaset in plošč - izdala Faksimile Samospevov L.M.Škerjanca v izvedbi altiske Marije Bitenc-Samec in klavirski spremljavi prof. Leona Engelmana.
Nastopala je na mnogih koncertih Glasbene mladine Slovenije z Ladkom Korošcem in drugimi glasbenimi kolegi.
Njen žametni alt prihaja do izraza predvsem pri skladbah starih mojstrov in klasikov.
Bila je podpredsednice Sindikata samostojnih kulturnih delavcev Slovenije, osem let je opravljala funkcijo predsednice Združenja samostojnih kulturnih delavcev Slovenije.
Leta 1990 je prejela posebno nagrado za organizacijo postavitve spomenika pred Operno hišo v Ljubljani prof.Juliju Bettetu, basistu in pevskemu pedagogu. Spomenik je bil izveden popolnoma sponzorsko s strani vseh izvajalcev.
Marija Bitenc-Samec je prva posnela sklop Wolfovih Samospevov v slovenskem jeziku. Samospeve je prevedla prof. Mařenka Sancin, ki je altistko spremljala pri klavirju. Založba kaset in plošč RTV Slovenija je izdala kaseto Wolfovih Samospevov leta 1987, ko je Marija Bitenc-Samec zaključila svojo pevsko kariero s koncertom v Cankarjevem domu v Ljubljani.